# Massacre de Margarita Belén
Ne doit pas être confondu avec Massacre de Belén, Buenos Aires.
Le massacre de Margarita Belén eut lieu le 13 décembre 1976 dans la ville du même nom (province du Chaco, Argentine) lors de la dictature militaire argentine. Vingt-deux militants proches de la Jeunesse péroniste, dont certains Montoneros, furent alors torturés et assassinés , dont une partie après s'être rendue aux forces armées et à la police provinciale . 
Ce massacre fut l'un des 700 cas inclus dans le procès à la Junte fait en 1985 lors de la transition démocratique. La Chambre fédérale de Buenos Aires jugea alors le général et chef d'État Jorge R. Videla coupable d'homicide. Les généraux Cristino Nicolaides, l'amiral Leopoldo Galtieri et le chef de la police provinciale de Santa Fe Wenceslao Ceniquel furent condamnés aux mêmes peines par les tribunaux fédéraux de Rosario et de Paraná. Toutefois, ces personnes furent amnistiées sous Menem. 
Dans les années 2000, avec la réouverture des poursuites judiciaires contre les crimes commis lors de la dictature, le général Ricardo Brinzoni, chef d'état-major de 1999 à 2003 et secrétaire général de la province militaire du Chaco sous la dictature, fut également accusé d'être responsable de ce massacre. Cela fut l'un des motifs de sa destitution en 2003 par le président Néstor Kirchner ; Brinzoni est décédé en 2005 .

## Massacre du 13 décembre 1976
La plupart des prisonniers étaient proches des Montoneros, dont sept, membres des Jeunesses péronistes, étaient détenus incomunicados à l'unité pénitentiaire no 7 de Resistencia. L'armée avait alors publiquement prétendu que les responsables de l'attaque menée contre le 29e régiment d'infanterie de montagne à Formosa, le 5 octobre 1975, avaient été arrêtés .
Avec d'autres transférés de prisons de la province de Misiones, ils furent transférés le 12 décembre 1976 au QG de la police de Resistencia, où ils furent torturés et détenus dans des cellules individuelles. L'ex-député de l'Union civique radicale (UCR) Víctor Marchesini (es), lui-même incarcéré de 1976 à 1980 et codétenu des victimes du massacre, témoigna par la suite du fait qu'ils avaient été torturés.
Durant la nuit, les militaires amenèrent les prisonniers sur la route nationale 11, sous escorte policière. Près du bourg de Margarita Belén, les prisonniers furent fusillés puis leurs dépouilles placées dans divers véhicules. Selon des témoignages ultérieurs, les prisonnières furent avant cela violées, tandis que trois hommes furent castrés, entre autres tortures. Dix cadavres furent clandestinement enterrés au cimetière de Resistencia dans des fosses creusées auparavant à cet effet, dénotant ainsi un massacre planifié. 
Selon la version militaire officiellement donnée à l'époque, le convoi aurait été soi-disant attaqué en chemin, ce qui aurait permis la fuite des prisonniers (dont, selon l'armée, Zapata Soñez), 5 d'entre eux ayant été, selon cette version officielle, tués lors d'une fusillade .

## Procès de 1985
Cette version fut démentie lors du procès effectué en 1985, deux ans après le retour du pouvoir civil, et qui était l'un des dossiers du procès à la Junte. Déjà, le 4 octobre 1983, la Commission interaméricaine des droits de l'homme (CIDH) s'était mise d'accord sur une résolution (no 26/83) condamnant l'Argentine pour cette affaire, s'alarmant en particulier de l'assassinat de Patricio Blas Tierno, étudiant de droit de l'université nationale de La Plata, à cette occasion, et dénonçant la version mensongère de l'armée .
De nombreuses preuves montrèrent que l'armée avait maquillé, lors de la « sale guerre » menée contre la population civile, des exécutions clandestines en affrontements armés. 
Le tribunal fédéral de Buenos Aires condamna le chef de la junte, Jorge Rafael Videla, pour homicide aggravé dans cette affaire. Les mêmes sentences furent dictées par des tribunaux fédéraux de provinces vis-à-vis de Cristino Nicolaides, d'un des leaders de la junte, Leopoldo Galtieri, et du chef de la police de Santa Fe, Wenceslao Ceniquel.

## Suite
À la mi-2001, le général Ricardo Brinzoni, chef d'état-major, présenta le massacre de Margarita Belén comme une « opération militaire pour éliminer des délinquants terroristes », ajoutant que ce « ne fut pas un affrontement, mais une exécution déguisée [un fusilamiento encubierto] de détenus de la prison U-7 ».
Dès 2002, 8 policiers furent arrêtés sur ordre de la justice, afin de témoigner dans les Juicios por la Verdad, sortes de procès symboliques (sans conséquences pénales). Brinzoni fut lui-même accusé par le Centre d'études légales et sociales (CELS) d'avoir eu des responsabilités dans le massacre . Parmi les détenus, le sous-chef de la police provinciale Wenceslao Ceniquel; l'ex-vice chef de la Brigada de Investigaciones Alcides Thomas; ainsi que Gabino Manader, Ramón Gandola, José Rodríguez Valiente, Lucio Caballero et José María Cardozo, tous accusés alors de torture, jugée imprescriptible, contrairement au massacre de Margarita Belén lui-même, alors couvert par les lois d'amnistie (loi du Point final et d'Obéissance due). 
Cependant, 9 militaires (dont Horacio Losito, Germán Riquelme et Guillermo Reyes, colonels en 2003; ainsi que les militaires à la retraite Athos Renes, Rafael Sabol, Norberto Tozzo, Luis Alberto Pateta, Ernesto Simoni et Aldo Martínez Segón) furent libérés dès juillet 2003, le tribunal fédéral de Resistencia déclarant incompétent le magistrat Carlos Skidelsky et faisant suite à la demande d'habeas corpus des inculpés. Le tribunal ordonna alors que l'affaire retourne au tribunal fédéral de Rosario, qui l'avait archivé fin 2001. Rosario était le QG du IIe corps d'armée, qui avait compétence sur le régiment du Chaco. 
Un monument de commémoration du massacre a été installé, en 1997, sur la route nationale no 11. On peut y lire:
« HOMENAJE A LOS COMPAÑEROS PERONISTAS MONTONEROS FUSILADOS EL 13 DE DICIEMBRE DE 1976 POR FUERZAS CONJUNTAS DEL EJERCITO, LA POLICIA DEL CHACO Y LA COLABORACIÓN DE CIVILES, DURANTE LA DICTADURA MILITAR. MEMORIA Y GRATITUD A SU SACRIFICIO POR LA LIBERTAD DE LA PATRIA. BRILLE PARA ELLOS LA LUZ QUE NO TIENE OCASO. TODOS POR LA MEMORIA, LA VERDAD Y LA JUSTICIA. »
Par ailleurs, une peinture murale faite par l'artiste Amanda Mayor, mère d'une des victimes (Fernando Piérola) et par ailleurs catholique fervente, fut censurée par l'Église catholique en raison de la représentation picturale d'un curé assistant à une séance de torture. Au bout de quelques années, le morceau censuré, situé à la faculté d'architecture de l'Universidad Nacional del Nordeste, fut rétabli et la peinture, qui avait été vandalisée, restaurée .

### Procès Caballero
En mai 2010, s'ouvrit le premier procès pour crimes contre l'humanité commis dans la province du Chaco lors de la dictature dans le cadre de l'« affaire Caballero ». Celle-ci concerne les tortures et disparitions forcées commises par la Brigada de Investigaciones de Resistencia, qui participa notamment au massacre de Margarita Belén . Le lieutenant-colonel José Tadeo Luis Bettolli et plusieurs ex-policiers (Lucio Humberto Caballero, Gabino Manader, José Francisco Rodríguez, Ramón Esteban Meza, José Marín, Enzo Breard, Ramón Andrés Gandola, Luis Alberto Pateta, Oscar Alberto Galarza, Rubén Héctor Roldán et Francisco Orlando Alvarez) sont inculpés dans cette affaire ; certains avaient été déjà arrêtés en 2002. La veuve de Carlos Salas, exécuté lors du massacre, a témoigné lors de ce procès . L'un des suspects du massacre, le policier Francisco Núñez, est mort avant 2002, c'est-à-dire avant l'ouverture d'une procédure judiciaire concernant les responsables directs du massacre .
Un autre procès relatif à ce massacre commença en juin 2010 .